# Sylt-Ost
Sylt-Ost is een voormalige gemeente in de Duitse deelstaat Sleeswijk-Holstein, en maakt deel uit van de Kreis Noord-Friesland. De Ortsteile van de gemeente zijn op 1 januari 2009 opgegaan in de nieuwe fusiegemeente Sylt.

## Geschiedenis
De gemeente werd in 2007 opgericht door de samenvoeging van de toenmalige zelfstandige gemeenten Archsum, Keitum, Morsum en Tinnum. De gemeente fuseerde op 1 januari 2009 met de gemeenten Westerland en Rantum tot de gemeente Sylt en hield daarmee op te bestaan.